# 毛細血管拡張性運動失調症
毛細血管拡張性運動失調症(もうさいけっかんかくちょうせいうんどうしっちょうしょう, ataxia telangiectasia; A-T, ルイ＝バー症候群; Louis-Bar syndrome)とは、DNA修復機構の異常により生じる神経系、免疫系などの多系統の障害を呈する常染色体劣性遺伝の疾患である。

## 概要
臨床症状として眼球結膜、顔面頬部や耳介などの毛細血管の拡張、神経症候としては小脳性運動失調、眼球運動失効、舞踏アテトーゼ、ジストニーである。
1歳前後の歩き始めの失調性歩行により気づかれ、四肢の失調、小脳性構音障害、急速眼球運動障害、また毛細血管拡張も明らかとなってくる。免疫系の異常としては、胸腺の低形成・欠損、反復する呼吸器感染が知られており、また白血病、悪性リンパ腫、悪性腫瘍の合併も高頻度であるとされている。

## 検査所見
血中免疫グロブリン（IgA、IgG）の低下。アルファフェトプロテイン（AFP）高値。MRIで小脳萎縮を認める。

## 治療法
根治療法はなく対症療法にとどまる。免疫グロブリンの補充療法などを行う。